# Sisyrinchium demissum
Sisyrinchium demissum är en irisväxtart som beskrevs av Edward Lee Greene. Sisyrinchium demissum ingår i släktet gräsliljor, och familjen irisväxter. Inga underarter finns listade i Catalogue of Life.